# Miles Aircraft
Miles fue el nombre utilizado entre 1943 y 1947 para comercializar los aviones del ingeniero británico Frederick George Miles, quien, junto con su esposa, la aviadora y dibujante Maxine "Blossom" Miles (de soltera Forbes-Robertson), y su hermano George Herbert Miles, diseñaron numerosos aviones ligeros civiles y militares y una serie de curiosos prototipos.

## Historia

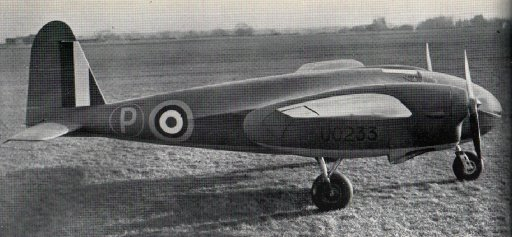
El banco de pruebas de aerodinámica de vuelo M.30 'X Minor'.

### Phillips and Powis
Charles Powis y Jack Phillips fundaron una empresa en 1928 como Phillips & Powis Aircraft (Reading) Ltd. En 1929 abrieron el Aeródromo de Woodley, cerca de la localidad de Reading, Berkshire.
En 1936, Rolls-Royce compró una participación en la empresa. Aunque los aviones se producían bajo el nombre de Miles, no fue hasta 1943 que la empresa se convirtió en Miles Aircraft Limited, cuando se compraron las participaciones de Rolls-Royce.
La empresa necesitaba aumentar la producción del Miles Messenger, y para ello se hizo cargo de una antigua fábrica de lino en Banbridge, County Down, Irlanda del Norte, para la producción de componentes de los aviones. Se utilizó un hangar en RAF Long Kesh para el montaje del avión y las pruebas de vuelo se llevaron a cabo en el aeródromo. La empresa se trasladó a Newtownards tras el final de la guerra, en 1946.
La empresa abrió la Escuela Técnica Aeronáutica Miles en 1943 bajo la dirección de Maxine (Blossom) Miles. La escuela tenía un "director", Walter Evans.

### Quiebra y administración judicial
En 1947, la empresa entró en quiebra tras un procedimiento de quiebra iniciado por Titanine Ltd., en la Chancery Division del Tribunal Superior. Titanine suministró a Miles revestimientos de aviación utilizados en la producción del avión Miles Gemini. El juez Wynn-Parry aplazó la petición de Titanine Ltd. para la liquidación de Miles Aircraft Ltd. hasta el 19 de enero de 1948, basándose en que la empresa había demostrado razones prima facie para no haber formulado aún un plan de reorganización. Los peticionarios, acreedores por 5837 libras, fueron apoyados por otros acreedores por 62 000 libras y con la oposición de acreedores por 200 000 libras. Una declaración jurada presentada ante el tribunal demostró que, sujeto a una auditoría, el 31 de octubre de 1947 se había incurrido en una pérdida de 630 000 libras esterlinas, pero que no se podía elaborar un plan de rescate hasta que se completara la auditoría. Los principales acreedores comerciales fueron: Blackburn Aircraft Ltd., De La Rue Extrusions Ltd. y Smiths Aircraft Instruments Ltd. y Sperry Gyroscope Co. Ltd. El Sr. F.G. Miles anunció el pago de dividendos preferenciales del 4 % con cargo a sus propios recursos de 8600 libras. Después de que los financieros se hicieran cargo de Miles Aircraft en 1947, la nueva Junta puso fin al diseño y la fabricación de aviones. En ese momento, la empresa tenía entre manos unos negocios por valor de cinco millones de libras, incluidos pedidos importantes para el Messenger y el Gemini.
En 1948, el juez Roxburgh aceptó una solicitud de la Junta de Comercio para el nombramiento de un inspector para investigar los asuntos de Miles Aircraft Ltd. El caso del B.O.T. fue que cuando se emitió un prospecto en marzo de 1947 (antes de que se publicaran las cuentas de 1946), se debería haber esperado razonablemente que los directores supieran que no todo estaba bien en la empresa, y cuando, en agosto de 1947, se recomendó un dividendo del 7 % y una bonificación del 24 %, era razonable esperar que supieran que la empresa estaba sufriendo una gran pérdida.
Se presentaron cargos contra Sir William Malcolm Mount y F.G. Miles. Hubo 24 cargos relacionados con la publicación de un folleto de Miles Aircraft Ltd con "declaraciones falsas e imprudentes". El juicio comenzó el 10 de mayo de 1950 en Old Bailey. Después de 17 días de sesión, el jurado detuvo el caso contra Miles y Sir William y fueron absueltos. Fueron acusados de inducir a personas a adquirir acciones de la empresa mediante pronósticos engañosos y ocultando de manera deshonesta un hecho importante en un folleto. Según Flight, "Veinte de los 24 cargos originales fueron desestimados antes de llegar a la defensa. La fiscalía alegó que los acusados dieron una previsión engañosa de que para 1947 el beneficio que cubría la producción de aviones habría sido de 75 000 libras esterlinas, mientras que había una sustancial pérdida. Se alegó que hicieron imprudentemente la afirmación engañosa de que la empresa tenía pedidos suficientes para garantizar la producción durante los dos años siguientes y que ocultaron deshonestamente el hecho de que en 1947 se obtenía un beneficio por la fabricación de aviones improbable". Ambos hombres dijeron que creían que cada palabra del prospecto era cierta. Tras la absolución, se desestimó una solicitud de indemnización de 20 000 libras esterlinas. 
Los activos de aviación fueron adquiridos por Handley Page como Handley Page Reading Ltd. Handley Page produjo el M.60 Marathon, diseñado por Miles como H.P.R.1 Marathon. La Escuela Técnica Aeronáutica Miles pasó a manos del Reading Technical College. Otros productos en los que Miles tenía intereses incluían fotocopiadoras; esta empresa se convirtió en Copycat Ltd, que fue adquirida por Nashua Corporation en 1963. La unidad de tuercas de bloqueo Philidas se convirtió en una empresa independiente. La maquinaria de encuadernación y la producción de actuadores fueron asumidas por una empresa formada específicamente, Western Manufacturing Estate Ltd, cuyo nombre "Western" hace referencia a su ubicación en el aeródromo de Woodley. Posteriormente, esta empresa se fusionó con Adamant Engineering Company Ltd. para formar Adwest Group. Miles también fabricó bolígrafos diseñados por Ladislao Biro, a través de una empresa asociada, Miles Martin Pen Co. Ltd.

### F. G. Miles Limited

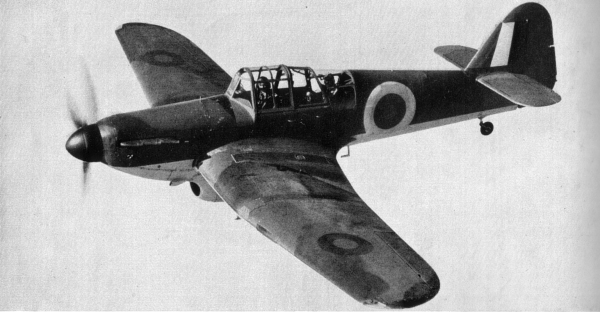
Entrenador Miles Master en vuelo durante la Segunda Guerra Mundial.

En 1948, F.G. Miles fundó F.G. Miles Limited, que continuó produciendo aviones bajo la marca Miles. La empresa tenía su sede en dos sitios, el Aeródromo de Redhill y el Aeródromo de Shoreham. En 1961, los activos de aviación fueron adquiridos (junto con Auster Aircraft Limited) por British Executive and General Aviation Limited (Beagle Aircraft), inicialmente como Beagle-Miles Ltd, con George Herbert Miles como diseñador jefe y director técnico.
La empresa adoptó una estructura de grupo con las siguientes empresas subsidiarias: Meridian Airmaps Ltd (cuya colección de fotografías aéreas forma parte del English Heritage Archive), Miles Development Products Ltd, Miles Electronics Ltd, Miles Marine & Structural Plastics Ltd y Jet Tanks Ltd. El grupo tuvo su sede inicialmente en Redhill, pero se mudó a Shoreham en 1953.
Miles Electronics participó en la fabricación de simuladores de vuelo; esta división se fusionó con la rama británica de la empresa de simuladores de vuelo Link Trainer y posteriormente fue adquirida por la Singer Corporation. En 1975, Hunting Associated Industries adquirió una participación mayoritaria en F.G. Miles Engineering y todas sus subsidiarias. La empresa pasó a llamarse Hunting Hivolt y Jeremy Miles, hijo de Fred Miles (quien fundó la empresa), se convirtió en director no ejecutivo de la junta. Otras empresas fueron Miles HiVolt Ltd y Miles-Dufon Ltd (esta empresa entró en administración judicial el 15 de abril de 1980).
Los trabajos de diseño entre F.G. Miles Ltd y la empresa francesa Hurel-Dubois dio como resultado el HDM.105, un Miles Aerovan estándar equipado con un ala Hurel-Dubois de gran alargamiento. Estos trabajos condujeron a la serie de aviones Hurel-Dubois HD.34 y Short Skyvan.

## Diseños de aeronaves

Miles M.38 Messenger G-AKBN, fotografiado alrededor de 1951.

Los primeros aviones de la compañía incluyen el Hawk Trainer y su variante militar, el Magister, así como el Messenger y el Gemini. Durante la Segunda Guerra Mundial, produjo el entrenador avanzado Master, así como los remolcadores de blancos aéreos Martinet y Monitor.
Los aviones diseñados por Miles eran a menudo tecnológica y aerodinámicamente avanzados para su época; el prototipo de caza de emergencia M.20 superó a los Hawker Hurricane contemporáneos, a pesar de tener tren de aterrizaje fijo. El X Minor fue un banco de pruebas de vuelo para diseños combinados de alas y fuselajes, aunque el gran transporte comercial que se pretendía producir a partir de esta investigación nunca entró en producción. El gigantesco avión Miles X Airliner tenía capacidad para 55 personas y llevaba ocho motores enterrados en las alas, propulsando cuatro juegos de hélices contrarrotativas y con un alcance de 3450 millas.
Los Miles Libellula (llamados así por las libélulas) eran diseños experimentales de alas en tándem. Un prototipo de caza M.35, diseñado para dar al piloto una mejor visión en el aterrizaje y para caber en portaaviones sin necesidad de alas plegables, fue financiado y construido por la empresa (con madera) en sólo seis semanas, pero fue rechazado por la Ministerio de Producción Aeronáutica. Se diseñó una versión de bombardero y luego se ordenó un prototipo para cubrir un requisito de "bombardero de alta velocidad", pero ese prototipo nunca se construyó. En cambio, la empresa construyó una versión M.39B a escala 5/8 que se vendió al gobierno para realizar investigaciones y pruebas; fue desechado después de sufrir daños y de que la adquisición del bombardero fuera cancelada. Los diseños de alas en tándem, con un ala en ambos extremos de una aeronave, reducen los problemas del centro de gravedad debidos al uso de combustible o de municiones.
El Miles M.52 fue un proyecto de avión de investigación supersónico propulsado por turborreactor que fue cancelado antes de su finalización.

## Aeronaves
La siguiente tabla enumera el número de compañía, el nombre, el año del primer vuelo y el número producido de todos los aviones de Miles.
| Número de compañía | Nombre           | Año  | Unidades producidas | Tipo de avión |
| ------------------ | ---------------- | ---- | ------------------- | --- |
|                    | Southern Martlet | 1929 | 6                   | |
|                    | Metal Martlet    | 1930 | 1                   | |
|                    | Falcon Four      | 1931 |                     | Bimotor ligero de cabina. Dos motores Cirrus Hermes en configuración porpulsora sobre el ala.                                                                         |
| M.1                | Satyr            | 1932 | 1                   | |
| M.2                | Hawk             | 1933 | 55                  | Monoplano ligero biplaza. |
| M.2F-T             | Hawk Major       | 1934 | 64                  | Sucesor del Hawk con motor De Havilland Gipsy Major. |
| M.2E,L,U           | Hawk Speed Six   | 1934 | 3                   | Versión de carreras del Hawk Major con motor De Havilland Gipsy Six.                                                                                                  |
| M.2W,X,Y           | Hawk Trainer     |      | 25                  | Monoplano biplaza de turismo y de carreras. |
| M.3A               | Falcon Major     | 1934 | 19                  | |
| M.3B               | Falcon Six       | 1935 | 17                  | |
| M.3E               | Gillette Falcon  | 1944 | 1 M.3B modificado   | Investigación para el M.52 supersónico. |
| M.4                | Merlin           | 1935 | 4                   | |
| M.5                | Sparrowhawk      | 1935 | 5                   | |
| M.6                | Hawcon           | 1935 | 1                   | |
| M.7                | Nighthawk        | 1935 | 6                   | |
| M.8                | Peregrine        | 1936 | 2                   | |
| M.9                | Kestrel          | 1937 | 1                   | |
| M.9A               | Master I         | 1939 | 900                 | Entrenador avanzado. |
| M.11               | Whitney Straight | 1936 | 50                  | |
| M.11C              | M.11C            |      | 1                   | |
| M.12               | Mohawk           | 1937 | 1                   | |
| M.13               | Hobby            | 1937 | 1                   | |
| M.14               | Magister         | 1937 | 1293                | Entrenador básico militar. |
| M.14               | Hawk Trainer III | 1937 | 52                  | Magister para ventas civiles y de exportación. |
| M.15               | M.15             | 1939 | 2                   | Especificación T.1/37 del Ministerio del Aire. |
| M.16               | Mentor           | 1938 | 45                  | Monoplano triplaza de entrenamiento y comunicaciones. |
| M.17               | Monarch          | 1938 | 11                  | |
| M.18               | M.18             | 1938 | 3                   | |
| M.19               | Master II        | 1939 | 1699                | Entrenador avanzado. |
| M.20               | M20/2            | 1940 | 2                   | Prototipo de caza de bajo coste. |
| M.22A              | Sólo diseño      |      |                     | Diseñado para cubrir la especificación F.18/40 por un caza nocturno equipado con torreta.                                                                             |
| M.24               | Master Fighter   | 1940 | 26                  | Conversión de emergencia de un diseño de entrenador en caza, numerada retrospectivamente como M.24.                                                                   |
| M.25               | Martinet         | 1943 | 1724                | Remolcador de blancos. |
| M.26               | "X"              |      | 0                   | Planeado avión comercial transatlántico de 55 asientos. |
| M.27               | Master III       | 1940 | 602                 | |
| M.28               | Mercury          | 1941 | 6                   | Entrenamiento o comunicaciones. |
| M.30               | X Minor          | 1942 | 1                   | Prototipo a pequeña escala para el diseño de avión comercial Miles X.                                                                                                 |
| M.33               | Monitor          | 1944 | 22                  | Remolcados de blancos bimotor. |
| M.35               | M.35 Libellula   | 1942 | 1                   | Diseño de caza con alas en tándem. |
| M.37               | Martinet Trainer | 1946 | 2                   | Entrenador biplaza. |
| M.38               | Messenger        | 1942 | 80                  | Avión de enlace y privado. |
| M.39B              | M.39B Libellula  | 1943 | 1                   | Avión a escala del diseño de bombardero rápido M.39 de alas en tándem.                                                                                                |
| M.42 and M.43      | No construido    |      |                     | Diseños orientados a un "Army Direct Support Aircraft" (avión de ataque a tierra). Ambos con alas en tándem, uno con dos motores Merlin, el otro con un solo Griffon. |
| M.44               | No construido    |      |                     | Otro diseño para la especificación de ataque a tierra, diseño convencional con dos Merlin.                                                                            |
| M.48               | Messenger 3      | 1945 | 1                   | Desarrollo del Messenger. |
| M.52               | M.52             |      | 0                   | Diseño de avión de investigación supersónica. |
| M.50               | Queen Martinet   | 1944 | 65                  | Versión del Martinet como blanco aéreo no tripulado. |
| M.57               | Aerovan          | 1945 | 48                  | Transporte STOL. |
| M.60               | Marathon I       | 1945 | 42                  | Diseño de avión comercial civil, se convertiría en el Handley Page Marathon.                                                                                          |
| M.63B              | No construido    |      |                     | Avión de correos a reacción con alas en tándem. |
| M.64               | L.R.5            | 1945 | 1                   | Avión ligero biplaza monomotor. |
| M.65               | Gemini           | 1945 | 170                 | Pequeño avión privado. |
| M.68               | Boxcar           | 1947 | 1                   | Transprte con contenedor de carga desmontable. |
| M.69               | Marathon II      | 1949 | 1                   | Proyecto propulsado por el turbohélice Mamba. |
| M.71               | Merchantman      | 1947 | 1                   | Desarrollo de cuatro motores con la disposición del Aerovan. |
| M.75               | Aries            | 1951 | 2                   | Desarrollo del Gemini con motores más potentes. |
| M.76               | M.76             | 1953 | 1                   | Desarrollo de un planeador biplaza para la British Gliding Association.                                                                                               |
| M.77               | Sparrowjet       | 1953 | 1                   | Conversión del M.5 Sparrowhawk. |
| M.100              | Student          | 1957 | 1                   | Entrenador a reacción biplaza monomotor. |
| M.105              | H.D.M.105        | 1957 | 1                   | Conversión de Aerovan con ala Hurel-Dubois. |

- R.A.E. - Vickers Transonic Research Rocket: El vehículo de pruebas era un modelo a escala 3/10 del diseño Miles E.24/43 (excepto por la omisión de la entrada de aire anular distintiva del avión a escala real). Para mantener el centro de gravedad fue necesario incluir un gran contrapeso (casi 1/10 del peso total) en la sección más delantera del morro ojival. El 9 de octubre de 1948, se lanzó con éxito el modelo A3 (uno de los tres ejemplares construidos).

## Misiles
- Miles Hoopla: un proyecto de misil tierra-tierra, el Miles Hoopla data de 1941 a 1943. Era un avión ligero de ala alta, pilotado remotamente y que transportaba una bomba de 1000 libras. Estaba propulsado por un motor DH Gypsy Queen con una envergadura de 14 pies y una velocidad estimada de más de 300 mph. No era una "bomba voladora" como la V-1, sino que estaba destinada a dejar caer su carga y regresar para su reutilización. La precisión no fue una consideración importante ya que sus objetivos previstos eran las ciudades alemanas. Sólo se construyó una maqueta antes de que se cancelara el proyecto.

## Legado
La Miles Aircraft Collection se creó en 1993 para cualquier interesado en los aviones Miles y temas relacionados, y tiene como objetivo fomentar la preservación de todos los ejemplares supervivientes en todo el mundo (idealmente en condiciones de volar o en museos y colecciones abiertas al público).